# 57健康同學會
《57健康同學會》是台灣東森財經新聞台製播之醫藥新聞節目，在中華電信MOD由靖天傳播靖天育樂台播出。

## 歷任主持人
- 隋安德、張雅琴（2010年4月9日-2010年10月20日）（第1集-第138集）
- 隋安德、張雅芳（2010年10月21日-2014年1月29日）（第139集-第1002集）
- 隋安德、許晶晶（2014年2月5日-2018年5月）（第1003集-第1386集）
- 隋安德、蔡尚樺（2018年7月-2018年9月8日）（第1387-第1392集）
- 隋安德、劉芯彤（2018年10月-2020年1月19日）（第1393集-第1425集）
- 劉芯彤、蔡侑達（2020年2月2日）（第1426集）
- 劉芯彤（2020年2月9日-2020年2月23日）（第1427集-第1429集）
- 廖廷娟（2020年3月1日-2020年6月28日）（第1430集-第1437集）
- 巫嘉芬（2020年7月26日-2020年8月30日）（第1438集-第1439集）
- 陳明君（2020年9月27日-2021年2月28日）（第1440集-第1446集）
- 張予馨（2021年3月21日-2021年7月3日）（第1447集-第1453集）
- 廖慶學、郁方（2021年3月6日-2022年8月15日）（郁見新同學）
- 廖慶學、許藍方（2021年6月27日-2021年8月1日）
- 廖慶學（2021年8月16日-至2021年9月6日）
- 廖慶學、嚴立婷（2021年9月12日-2022年）
- 張予馨（2022年-至今）
- 蔡侑達、許藍方（2021年8月8日）

## 節目內容
《健康生活，你做對了嗎？》

## 出版書籍
| 年份   | 書名                                                   | 作者                                   | 出版社   | ISBN               |
| 2011年 | 《57健康同學會：為健康把關的57堂課》                   | 東森財經新聞台、潘懷宗                 | 台視文化 | ISBN 9789575658847 |
| 2012年 | 《57健康同學會：保健室養生6大招》                      | 潘懷宗、隋安德、張雅芳、東森財經新聞台 | 知識流   | ISBN 9789865882136 |
| 2013年 | 《57健康同學會：破除關鍵57健康迷思！》                 | 潘懷宗、隋安德、張雅芳、東森財經新聞台 | 凱特文化 | ISBN 9789865882136 |
| 2014年 | 《健康生活，你做對了嗎？：30則你一定要知道的保健新知》 | 潘懷宗、隋安德、許晶晶、東森財經新聞台 | 天下文化 | ISBN 9789863204459 |

## 特刊
- 《57健康同學會2-跟著名醫做 疾病不上身》，今周刊
- 《57健康同學會-吃出不生病的生活》，今周刊

## 影音
- 57健康同學會DVD

## 外部連結
- YouTube上的57健康同學會頻道（繁體中文）

| 東森財經新聞台 週六至週日 17:55 - 18:55 | 東森財經新聞台 週六至週日 17:55 - 18:55 | 東森財經新聞台 週六至週日 17:55 - 18:55 |
| --------------------------------------- | --------------------------------------- | --------------------------------------- |
|                                         | 57健康同學會 （2010年4月9日-2016年9月） |                                         |
| —                                       | —                                       |                                         |
| 週六 17:55 - 18:55 (不固定播出)         |                                         |                                         |
| —                                       | 57健康同學會 （2018年7月-)              | —                                       |